# بيتر بيترسون
بيتر بيترسون هو سباح سويدي، ولد في 29 ديسمبر 1957 في Järfälla Municipality ‏ في السويد.

## وصلات خارجية
- بيتر بيترسون على موقع الاتحاد الدولي للسباحة (الإنجليزية)
- بيتر بيترسون على موقع أوليمبيديا (الإنجليزية)
- بيتر بيترسون على موقع اللجنة الأولمبية السويدية (السويدية)